# Mar de Copas en vivo
Mar de Copas (en vivo) es el primer álbum en vivo de la banda de pop rock peruana Mar de Copas. Fue realizado en el año 2002 después de ser grabada una representación en vivo de la banda. Fue presentado también como DVD.

## Historia
Clásicos indispensables de la primera época ("Mujer noche", "Fugitivo", etc), temas reafirmantes de su segunda placa ("Entre los árboles", "País de tus sueños", etc), joyas de su producción más elaborada ("Despedida", "Al pasar de las horas", etc), los más sonados de su último disco ("Suna", "La máquina del tiempo", etc), algunas versiones acústicas ("Un nuevo intento", "Al pasar de las horas", "Otra canción/Con el mar" y la inédita "Ramera") son parte de los 29 temas que resumen una década: el intenso recorrido de una banda nacional de culto.

## Lista de canciones

### Disco 1
1. La Internacional
2. Samba
3. El dolor del amor
4. C.P.A.M.
5. País de tus sueños
6. Fugitivo
7. Dulce y veloz
8. Entre los árboles
9. Prendí otro fuego por ella
10. A Dios
11. Despedida
12. La máquina del tiempo
13. El rumbo del mar
14. Enloqueciendo
15. Adiós amor

### Disco 2
1. Suna
2. Sol Soberano
3. L.B.
4. Tras esa puerta
5. Mujer Noche
6. Canción
7. Ramera (acústico)
8. Morir un poco/viajo en tu piel (acústico)
9. Otra canción/Con el mar (acústico)
10. Un nuevo intento (acústico)
11. Al pasar de las horas (acústico)
12. Al pasar de las horas
13. Prisión
14. Devuelve un corazón (acústico)